# Persija Jakarta
Maillots
Dernière mise à jour : 21 août 2024.
Le Persatuan Sepakbola Indonesia Jakarta est un club indonésien de football basé à Jakarta.

## Palmarès
- Perserikatan PSSI
  - Champion en (11): 1931, 1933, 1934, 1938, 1954, 1964, 1973, 1975, 1979, 2001, 2018
  - Vice-champion en (5): 1932, 1951, 1952, 1978, 1988

- Coupe Indonesia
  - Finaliste en (1): 2005

- Bang Yos Gold Cup
  - Vainqueur en (1): 2003

- Bang Ali Cup
  - Vainqueur en (1): 1977

- Trofeo Persija
  - Vainqueur en (2): 2011, 2012

- Siliwangi Cup
  - Vainqueur en (2): 1976, 1978

- Jusuf Cup
  - Vainqueur en (1): 1977

- Surya Cup
  - Vainqueur en (1): 1978

- Marah Halim Cup
  - Vainqueur en (1): 1977

### Compétitions Internationales
- Quoch Khanh Saigon Cup/Ho Chi Minh City Cup
  - Vainqueur en (1) 1973

- Brunei Invitation Cup
  - Vainqueur en (2) 2000, 2001

### Persija U-18
- Soeratin Cup
  - Champion en (4): 1967, 1970, 1972, 1974
    - Vice-champion en (1): 2000